# キム・ジヌン
キム・ジヌン（김진웅、19xx年x月xx日 - ）は、韓国のソフトテニス選手。

## 来歴
水原市庁　2018アジア競技大会においてシングルスで金メダルを獲得。2015、2019世界選手権シングルス二大会連続優勝。ダブルスでのプレースタイルは前衛。

## 四大国際大会戦績
- 2018アジア競技大会　シングルス金メダル　国別対抗団体戦金メダル
- 2015世界ソフトテニス選手権　　シングルス金メダル　国別対抗団体戦銀メダル
- 2019世界ソフトテニス選手権　　シングルス金メダル　国別対抗団体戦銀メダル
- 2024世界ソフトテニス選手権　　ダブルス銀メダル　国別対抗団体戦銀メダル